# Elland
Elland ist eine Minderstadt in Calderdale, in der Grafschaft West Yorkshire, England. Sie liegt südlich von Halifax, am Fluss Calder und der Calder and Hebble Navigation. Elland wurde als Elant im Domesday Book erwähnt. Die Einwohnerzahl lag 2001 bei 14.554, bei der Volkszählung 2011 wurden im Bezirk 11.676 Einwohner gezählt.

## Etymologie
Der Name Elland ist im Domesday Book von 1086 als Elant bezeugt. Der Name kommt von den altenglischen Wörtern ēa (= Fluss) und Land. („Land“); der Name bezieht sich auf die Lage der Siedlung am Südufer des Calder.

## Geschichte
Elland war bereits vor der normannischen Eroberung bis ins Mittelalter in gleichbleibendem Besitz von, da die Familie Elland von angelsächsischen Thanen abstammte. Die Manor of Elland bildete zusammen mit Greetland und Southowram eine Insel der Honour of Pontefract im umliegenden Manor of Wakefield. Im Jahr 1350 wurde Sir John de Eland ermordet, ebenso wie sein Sohn und sein Enkel im folgenden Jahr, wodurch die männliche Linie der Familie ausgelöscht wurde und das Gut an die Familie Savile überging. Ab dieser Zeit hörte das Herrenhaus auf, der Hauptwohnsitz einer Adelsfamilie zu sein, da die Saviles ihren Sitz auf dem Wasserschloss von Thornhill hatten. Das Herrenhaus von Elland wurde nie vollständig rekonstruiert, und als es 1975 von der West Yorkshire Archaeology Unit wissenschaftlich untersucht wurde, stellte man fest, dass es ein sogenannten Solar – ein komfortabel ausgestatteter Wohn- und Schlafbereich für die Besitzer – aus dem 13. Jahrhundert enthielt. Das Herrenhaus ist eines der frühesten weltlichen Gebäude in der Grafschaft. Es stand auf einer Anhöhe, die mit der Brücke über den Fluss Calder ausgerichtet war, und wurde beim Bau der Calderdale Way-Umgehungsstraße zerstört. Die Wirtschaftsgebäude blieben erhalten.
Auf Bitten von John de Warenne, 7. Earl of Surrey, gewährte Edward II. John de Eland ein Privileg für einen freien Markt am Dienstag auf seinem Landgut Elland und zwei Messen pro Jahr.
Die Stadt wurde zu einem Zentrum der Wollproduktion. Der Niedergang der Wollindustrie hatte erhebliche Auswirkungen auf die Stadt, und viele Spinnereien wurden abgerissen oder zu Wohnhäusern umgebaut.
Haltbare Steinplatten, die Elland-Flags, wurden in der Nähe der Stadt abgebaut und konnten nach dem Bau des Kanals kostengünstig in die ganze Grafschaft verschifft werden. Elland beherbergte das Hauptwerk des Herstellers von Gannex-Produkten und ist die Heimat der Süßwarenfabrik Dobsons, die traditionelle Bonbons herstellt. Seit 2001 ist Elland der Sitz der Suma Wholefoods, der größten Arbeitergenossenschaft im Vereinigten Königreich.

## Verwaltung
Elland war historisch ein Township, zusammen mit Greetland, in der großen alten Gemeinde Halifax. Das Township wurde 1866 zu einer Zivilgemeinde, aber 1894 wurde Elland von Greetland getrennt und wurde zum Elland Urban District (und Zivilgemeinde). Im Jahr 1937 wurden Greetland und Stainland dem Stadtbezirk hinzugefügt. 1974 wurden der Stadtbezirk und die Zivilgemeinde abgeschafft und zum Calderdale Metropolitan Borough zusammengelegt.

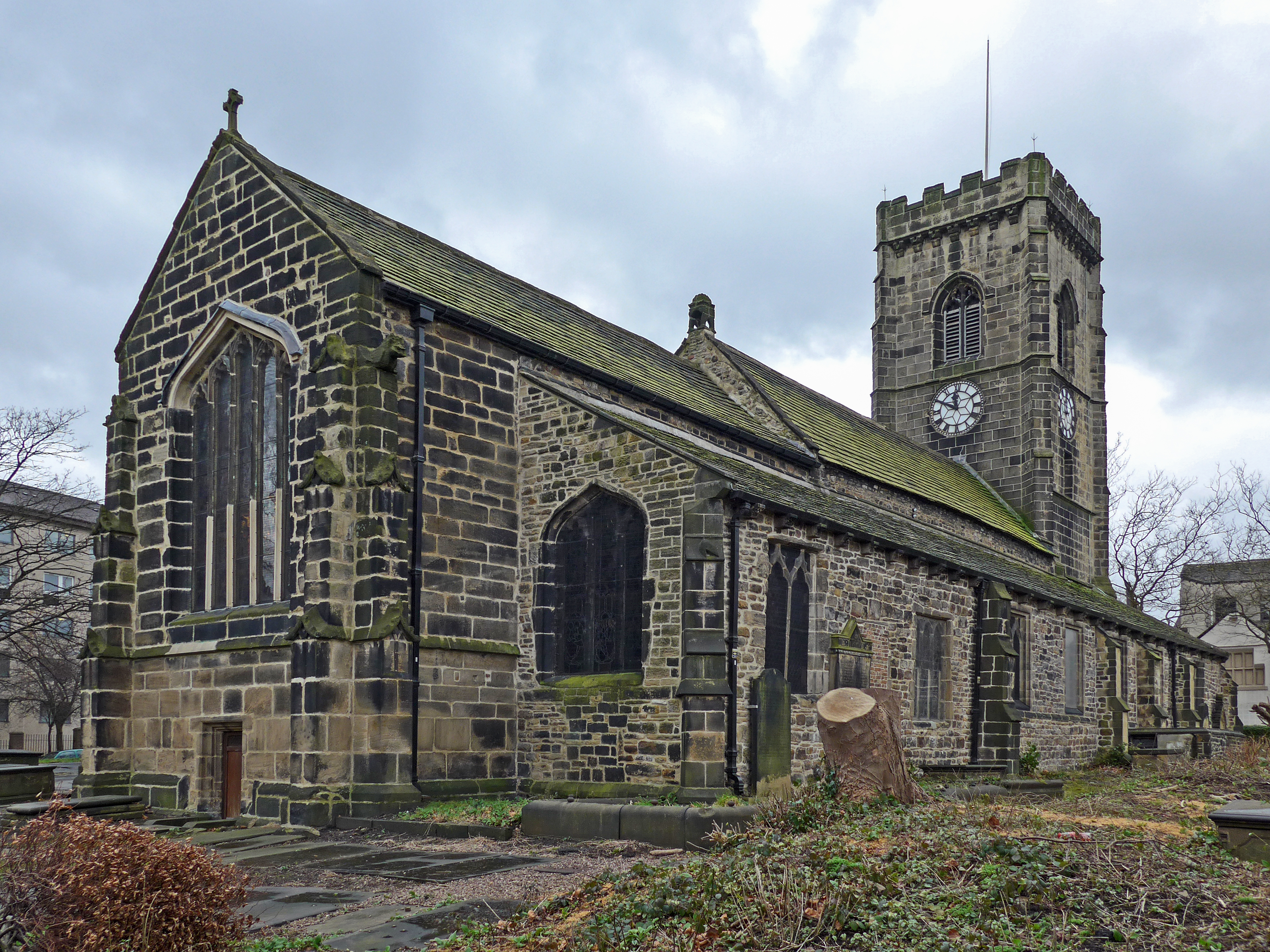
St. Mary the Virgin, 2015

## Sehenswürdigkeiten
Zu den sehenswerten Gebäuden gehören die Pfarrkirche St. Mary the Virgin, das ehemalige Rose and Crown Inn in Northgate, das alte Rathaus, die Methodistenkirche in Southgate, das angeblich von Spuk heimgesuchte Fleece Inn am oberen Ende von Westgate, das Rex Cinema und Waxman Ceramics in der Elland Lane. An der Kreuzung von Southgate und Elizabeth Street befinden sich die Überreste der mittelalterlichen Stocks. Die Stocks, die unter Denkmalschutz stehen, stammen aus dem späten 17. oder frühen 18. Jahrhundert.

## Kraftwerk Elland
Elland Power Station war ein kohlebefeuertes Kraftwerk am Fluss Calder. Es wurde 1991 stillgelegt und geschlossen, im Einklang mit dem Trend, Strom in weniger, aber größeren Kraftwerken abseits der Städte zu erzeugen, und 1996 abgerissen.

## Verkehr
Die Calder and Hebble Navigation wurde im späten 18. Jahrhundert eröffnet, um die wachsende Industrialisierung des Calder Valley zu bedienen. Der Bahnhof Elland wurde 1962 geschlossen, aber die Strecke wird immer noch für den Personenverkehr der Caldervale Line genutzt. Der Bahnhof wurde für eine Wiedereröffnung mit direkten Verbindungen nach Leeds, Bradford, Halifax und Huddersfield vorgeschlagen.
Die Straße A643 beginnt in Leeds und endet in Elland. Sie führt am Fußballplatz von Leeds United AFC, der Elland Road, vorbei. Sie endet nun an der Anschlussstelle 23 der Autobahn M62.

## Persönlichkeiten
- Margaret Grimshaw (1905–1990), britische Mathematikerin und Hochschullehrerin am Newnham College
- Thomas Thornton (1922–1987), Cricketspieler[13]